# Roncobello
Roncobello är en ort och kommun i provinsen Bergamo i regionen Lombardiet i Italien. Kommunen hade 429 invånare (2018).